# Latude

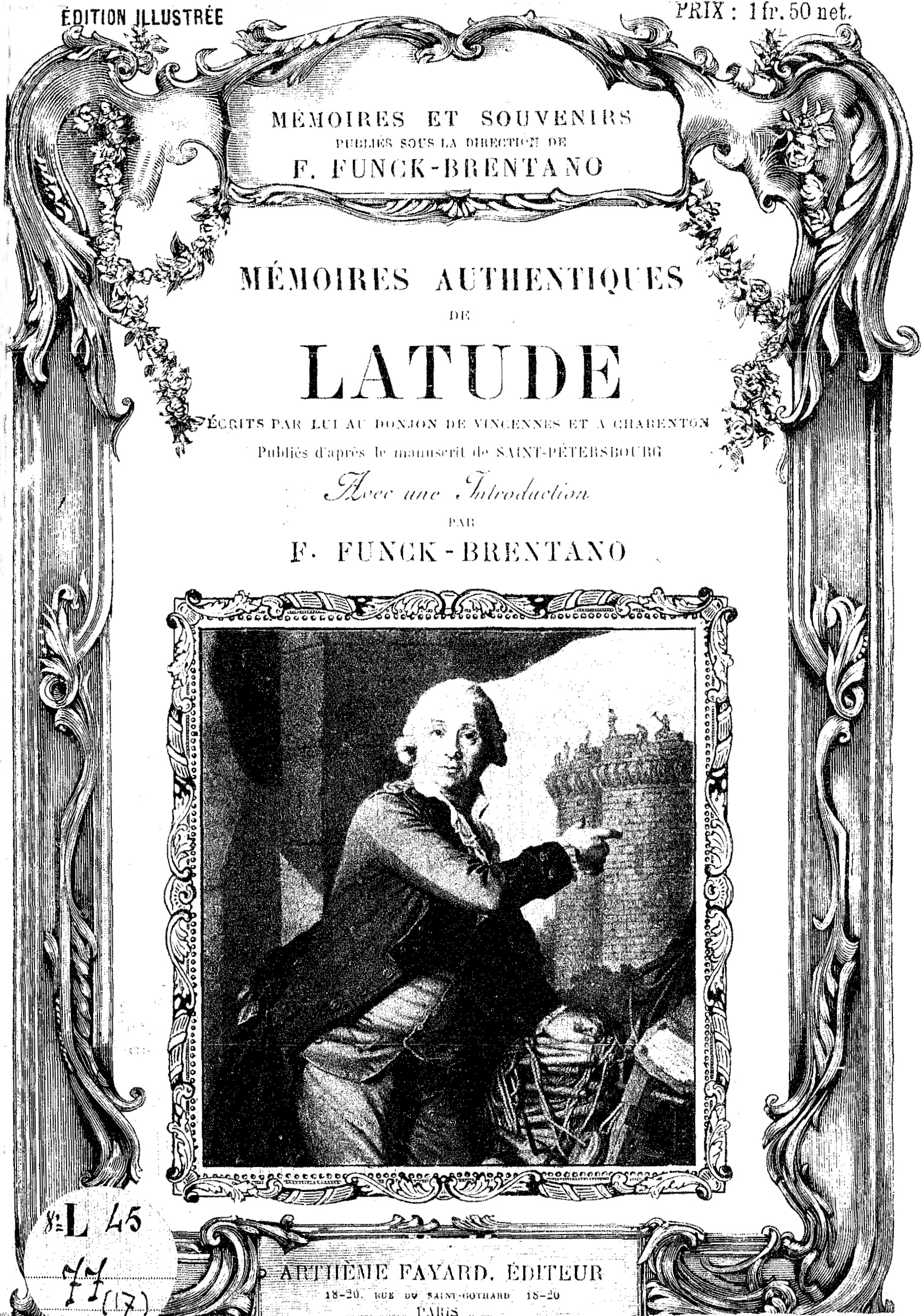
Couverture des Mémoires authentiques de Latude.

Jean Henry, dit Danry, dit Masers de Latude, né le 23 mars 1725 à Montagnac et mort le 1er janvier 1805 à Paris, est un prisonnier français, célèbre pour ses nombreuses évasions, qui a publié en 1787 des Mémoires, remplis d’inexactitudes et d’exagérations mais qui connurent un grand succès pendant la Révolution.

## Biographie
Né de père inconnu et de mère bourgeoise ou servante selon les biographies, le jeune homme est d’abord au service d'un chirurgien dans les armées du roi. Après avoir servi dans la guerre de Succession d'Autriche comme garçon chirurgien, il mène une vie dissipée à Paris.
Au commencement de l’année 1749, pour se mettre en valeur et arriver à quelque chose en obtenant la faveur de la maitresse royale, Madame de Pompadour, il invente un faux complot dirigé contre elle : il prépare un paquet piégé contenant des larmes bataviques mais vides, qu’il lui fait parvenir à Versailles, avant de la prévenir au dernier moment, espérant ainsi recevoir une belle récompense. Mais la police prend l’affaire très au sérieux et s’efforce en vain de déjouer une conspiration qui n’existe pas.
Au lieu d’avouer cette escroquerie, le jeune homme persiste dans ses mensonges. En mai 1749, il est envoyé par lettre de cachet à la Bastille (où il écrit un texte sur sa chemise avec son propre sang), puis, à la suite de plaintes sur ses conditions de détention, dont il fait part à Madame de Pompadour, il est transféré au donjon de Vincennes d’où il s’échappe l’année suivante. Réembastillé, il réussit au total trois évasions, en 1750, 1756 et 1765, dont la plus fameuse le 25 février 1756, en se laissant glisser par la cheminée avec un complice (Antoine Allègre, Languedocien comme lui) grâce à une échelle de corde, celle-ci tressée avec du fil tiré de vêtements qu'il conserve dans une malle, et les échelons de bois taillés dans des bûches de chauffage.

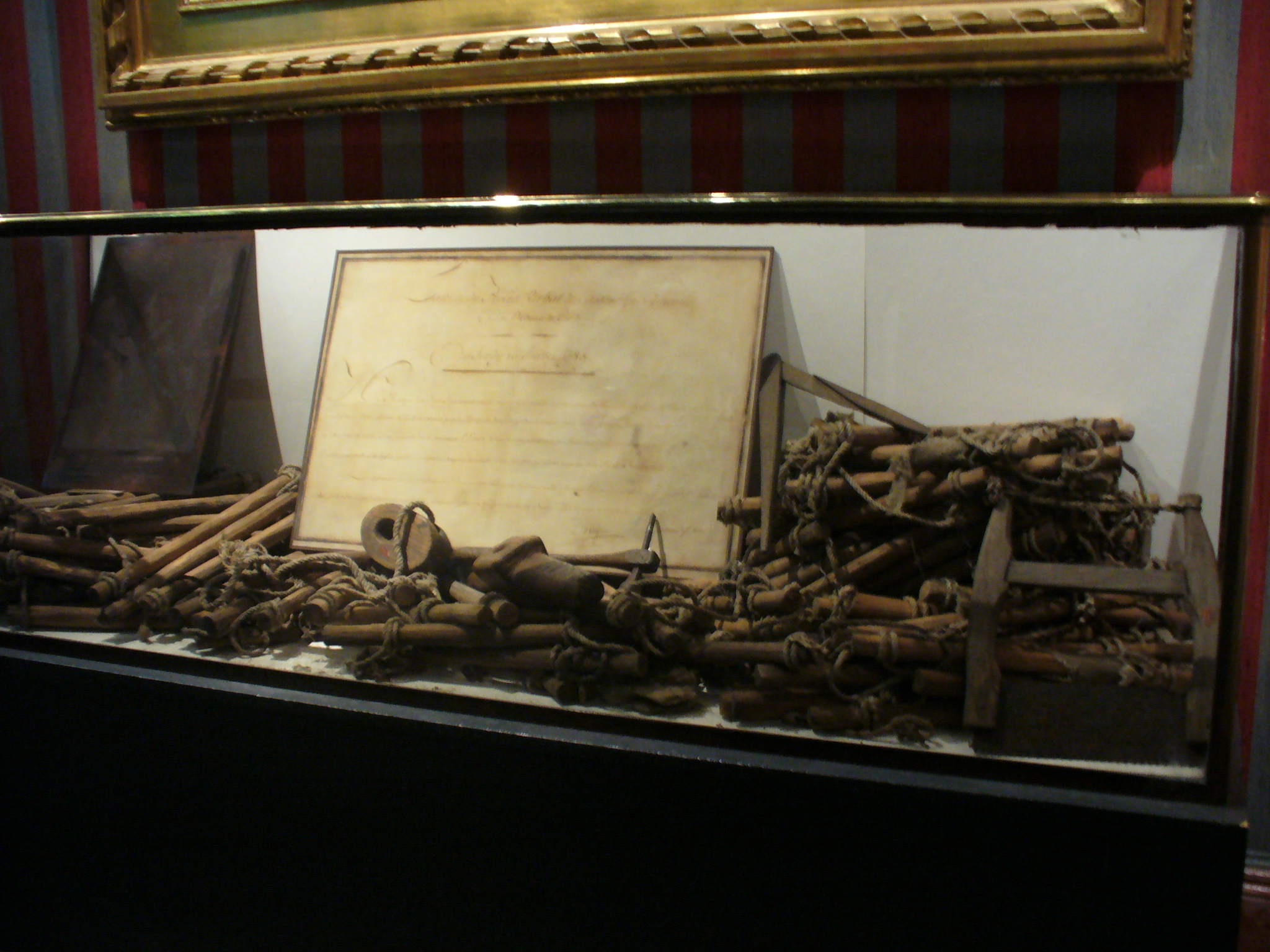
Échelle de corde de la Bastille, Musée Carnavalet.

Il est toujours ramené et son cas s’aggrave donc à chaque reprise. C'est ainsi que Latude a été enregistré à la Bastille sous son véritable nom, puis sous les noms de Danry, Maiville puis Villemain. Comme le voulait le règlement, il fut à plusieurs reprises descendu aux cachots réservés aux prisonniers insubordonnés. Latude raconte comment, face à la cruauté de ses geôliers, il trouve son seul réconfort dans la compagnie de rats qu'il apprivoise, puis plus tard de pigeons qu'il fait livrer à Madame de Pompadour. Il rédige ses Mémoires d'abord sur de la mie de pain aplatie, en trempant des arêtes de poisson dans son sang, puis sur du papier fourni par l'aumônier apitoyé.
En 1765, apprenant avec quatre ans de retard la mort du marquis Henri Vissec de Latude qu'il présente comme son père, il prend le nom de Masers de Latude sans qu'il puisse produire, du fond de sa prison, une preuve en faveur de cette affirmation d'où le scepticisme des historiens. Mais, en octobre 1987, le colloque de Montagnac (ville natale de Latude située dans l'actuel département de l'Hérault) a apporté pour la première fois, à partir des archives de cette commune, des éléments en faveur de la proximité entre le marquis Henri Vissec de Latude et Latude, célèbre prisonnier de la Bastille. Premier élément : sa mère, Jeanne Aubrespy, loin d'avoir été une servante, était issue d'une famille aisée capable d'envoyer à son fils en captivité d'importantes sommes d'argent et elle a été ensevelie dans la nef de l'église de Montagnac. Second élément : en 1748, cette même Jeanne Aubrespy établit un testament, non pas au nom de son fils mais au nom du baron de Fontès qui est un Vissec de Latude. 
En 1775, celui qui désormais se désigne comme un Latude, réussit à fléchir Malesherbes qui l’envoie à Charenton où il retrouve Antoine Allègre devenu fou, puis le fait relâcher deux ans plus tard en juin 1777, avec obligation de s’éloigner de Paris. Alors qu'il se trouve à quarante-trois lieues de la capitale, il est rattrapé et ramené en prison, cette fois-ci à Bicêtre, sous le motif d'un vol qu'il aurait commis dans le temps de sa liberté retrouvée. Au cours de sa détention à Bicêtre, la plus dure, il attrape le scorbut. Une mercière, Françoise Legros, s’intéresse à son cas, plaide sa cause auprès de différents personnages puissants à partir de 1781 et obtient finalement sa libération.  Il est définitivement libéré le 24 mars 1784. Il n’en fait dès lors plus qu’à sa tête et reste dans la capitale. Se posant comme victime du despotisme et de La Pompadour, exploitant ses nombreuses années de détention, il réussit à attirer l’attention sur son affaire, se faisant passer pour le fils d’un gentilhomme, le marquis de La Tude. Louis XVI lui accorde une pension et lève à son profit une souscription à laquelle s'empressent d'adhérer les plus grands noms du royaume.
Lors de la prise de la Bastille, il récupère l’échelle de son évasion de 1756 et l’offre en grande pompe à l’Hôtel de ville. Elle est aujourd’hui conservée au musée Carnavalet.
L’œuvre principale de Latude, écrite avec la collaboration d’un avocat du nom de Thiery, est Le Despotisme dévoilé, ou Mémoires de Henri Masers de la Tude, détenu pendant trente-cinq ans dans les diverses prisons d'État (Amsterdam, 1787, éd. Paris, 1889). Bourrée d’inexactitudes et d’exagérations, elle connut une grande vogue pendant la Révolution.
L'Assemblée constituante lui refuse la pension qu'il réclame, mais l'Assemblée nationale législative lui en octroie une de 3 000 livres grâce à l'intervention de Quesnay de Saint Germain (petit-fils de François Quesnay). Il obtient de plus, en 1793, par jugement du tribunal, que les héritiers de Madame de Pompadour lui versent 60 000 livres en dommages-intérêts. Il meurt riche mais oublié en 1805, sous l'Empire.

## Ouvrages
- Relation des emprisonnemens et des évasions des châteaux de la Bastille, de Vincennes et de Bicêtre, de M. Henri Mazers de La Tude, écrite par lui-même en décembre 1782, 1785 (lire en ligne sur Gallica).
- Histoire d'une détention de trente-neuf ans dans les prisons d'État, écrite par le prisonnier lui-même, avec un Avis de l'éditeur Saint Aulaire Jean Yrieix de Beaupoil, "Amsterdam", 1787 (lire en ligne sur Gallica).* Latude,  Le Despotisme dévoilé, ou Mémoires de Henri Masers de Latude, détenu pendant trente-cinq ans dans diverses prisons d'État, rédigés sur les pièces originales par M., 1790 (lire en ligne sur Gallica).
- Mémoires authentiques de Latude : écrits par lui au donjon de Vincennes et à Charenton, avec une introduction de Funck-Brentano et illustré, Paris, Fayard, 1911 (lire en ligne sur Gallica et sur Gutemberg).

### Iconographie

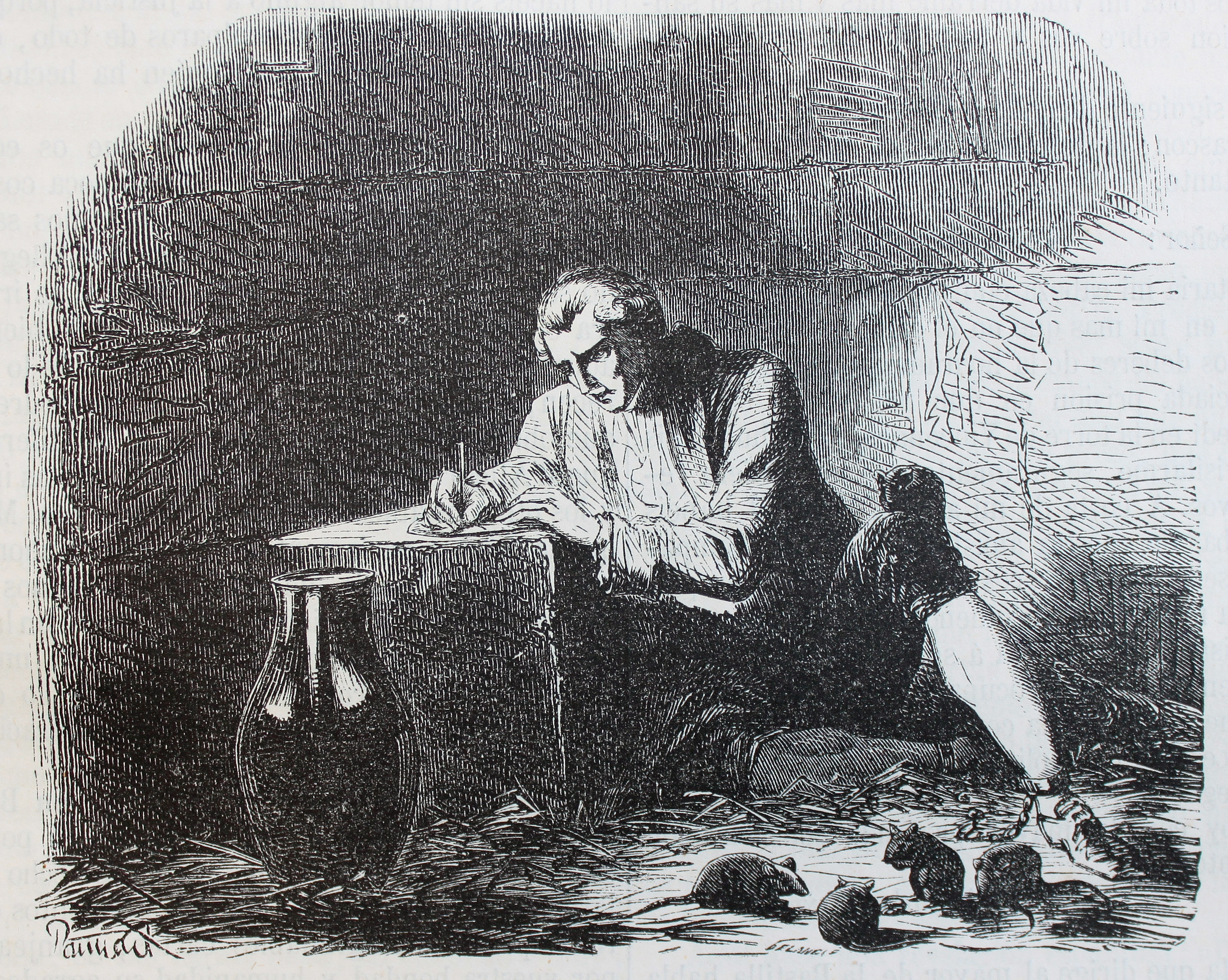
Latude en compagnie de ses rats apprivoisés.

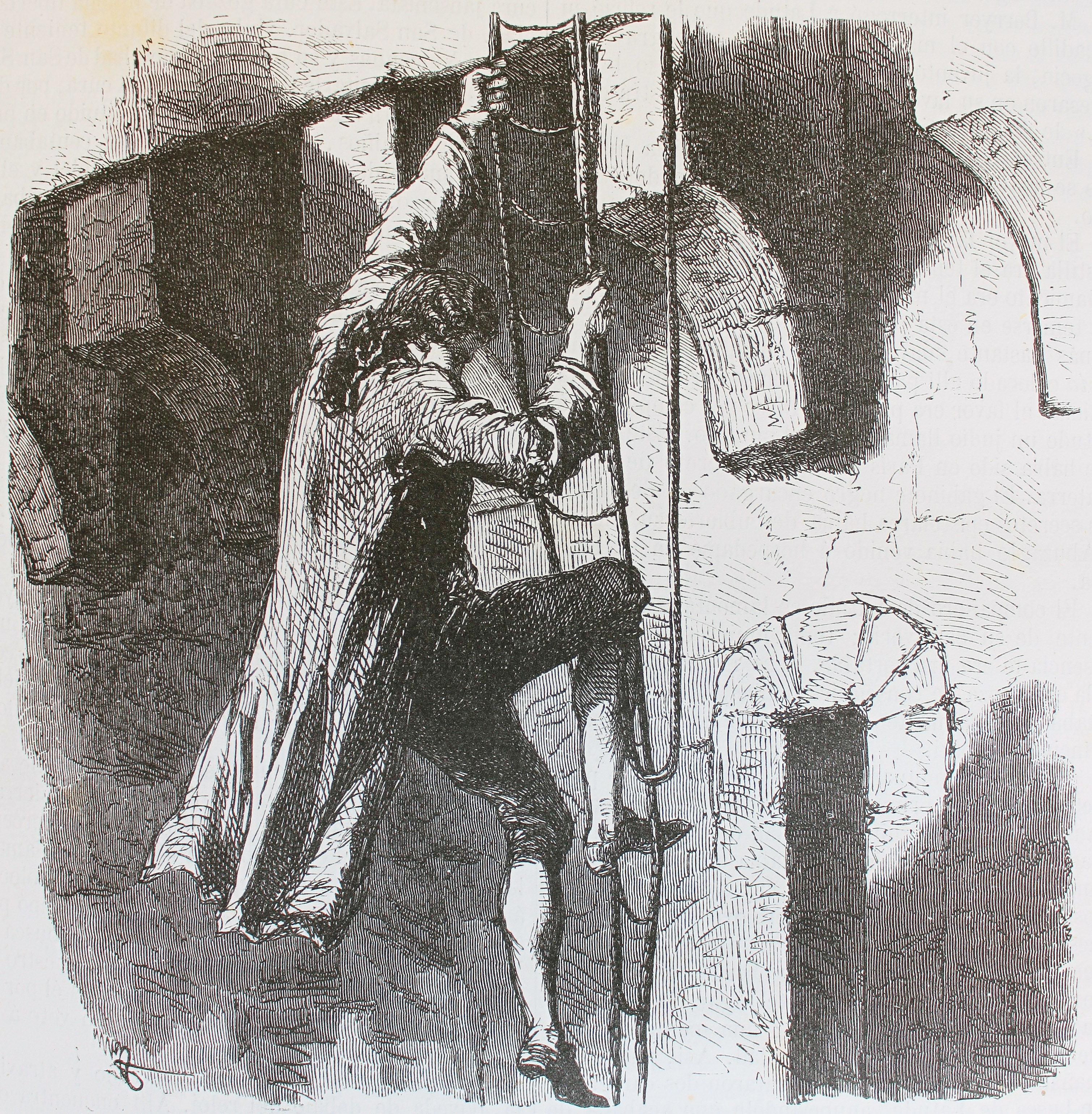
Évasion de Latude de la Bastille.

Antoine Vestier a peint son portrait, conservé au musée Carnavalet, c'est l'œuvre reproduite en noir et blanc en couverture de l'ouvrage de Funck-Brentano.

### Théâtre
- 1834 : Latude, ou Trente-cinq ans de captivité, mélodrame historique en trois actes et cinq tableaux de Pixerécourt et Anicet Bourgeois, musique d'Alexandre Piccinni.
- 1835 : Latude, ou le Prisonnier de la Bastille, pièce de Pierre-Michel Martin dit Lubize.
- 1899 : Une évasion de Latude, pièce en un acte de Georges Courteline.
- 1913 : Madame Legros, pièce d'Heinrich Mann.

### Filmographie
- Latude ou Trente-cinq ans de captivité, un film muet français réalisé par Gérard Bourgeois et Georges Fagot, sorti en 1911, le rôle de Latude est interprété par René Alexandre, de la Comédie-Française.
- Dans Si Paris nous était conté, un film français réalisé par Sacha Guitry, sorti en 1955, il est interprété par Robert Lamoureux, et Louis de Funès y incarne Antoine Allègre, emprisonné avec lui.
- Dans la série télévisée Les Évasions célèbres, Latude ou l'entêtement de vivre, diffusé en 1972, il est interprété par Michel Duchaussoy, avec également Jacqueline Huet.

### Jeux vidéo
- Dans Assassin's Creed Unity, Latude apparaît lors d'une mission annexe dans laquelle celui-ci demande au héros d'aller récupérer son échelle de corde à la Bastille.